# مانويل سواريز
مانويل سواريز (بالإسبانية: Manuel Suárez)‏ هو منافس ألعاب قوى إسباني، ولد في 19 يناير 1920، وتوفي في 31 يناير 2001.

## وصلات خارجية
- مانويل سواريز على موقع أوليمبيديا (الإنجليزية)